# Wydział Lotnictwa Uniwersytetu Technicznego w Koszycach
Wydział Lotnictwa Politechniki Koszyckiej został założony 1 września 2004 roku na bazie istniejącej wcześniej Wojskowej Akademii Lotniczej generała Milana Rastislava Štefánika w Koszycach. Obecnie (2012) dziekanem Wydziału jest doc. František Olejník.

## Katedry Wydziału[3]
- Katedra aerodynamiki i symulacji
- Katedra zarządzania ruchem lotniczym
- Katedra szkolenia lotniczego
- Katedra szkolenia lotnictwa technicznego
- Katedra inżynierii lotnictwa
- Katedra awioniki